# Nevo A07
Nevo A07 – elektryczny i hybrydowy samochód osobowy klasy wyższej produkowany pod chińską marką Nevo od 2023 roku.

## Historia i opis modelu

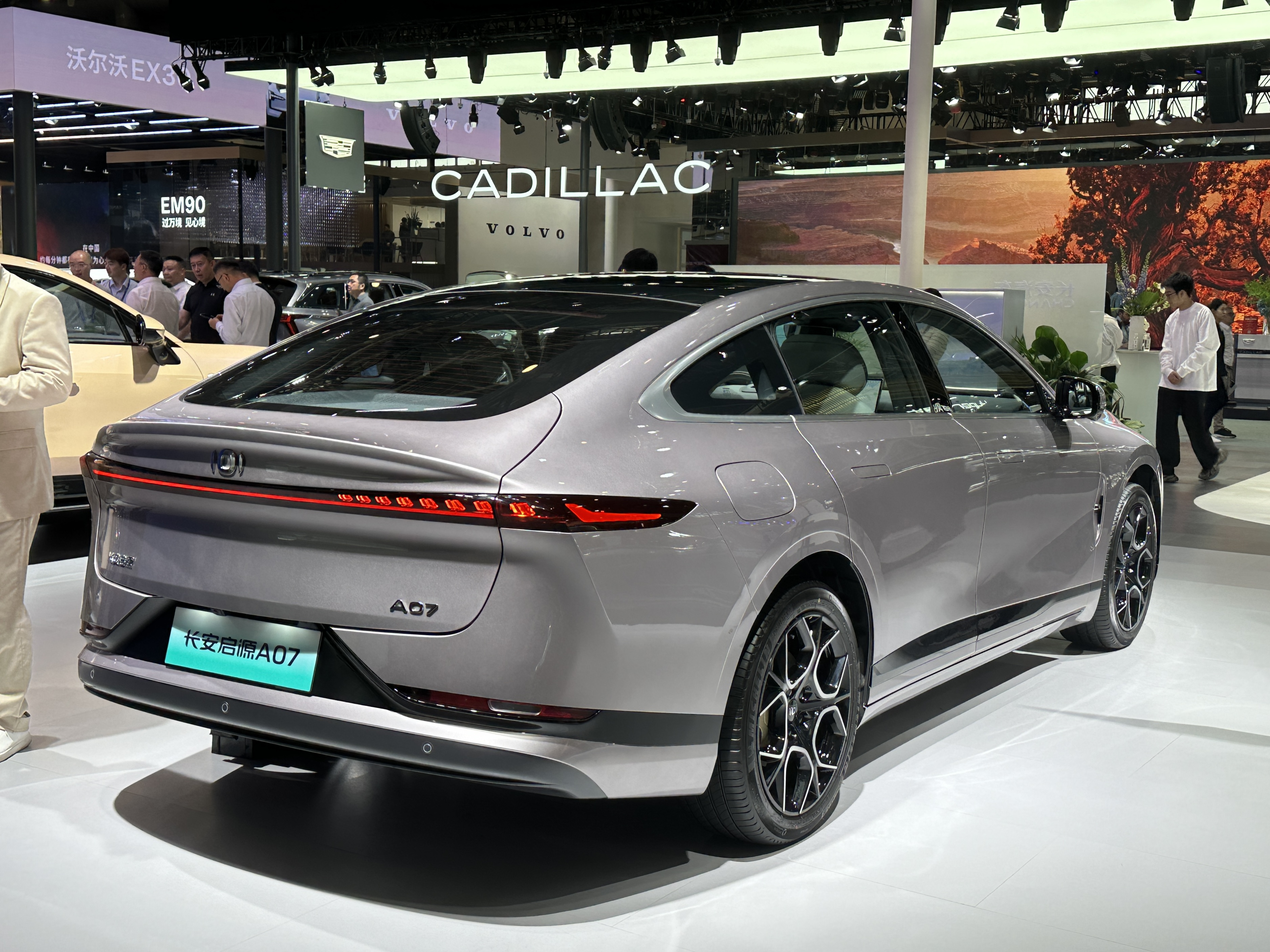
Nevo A07 - tył

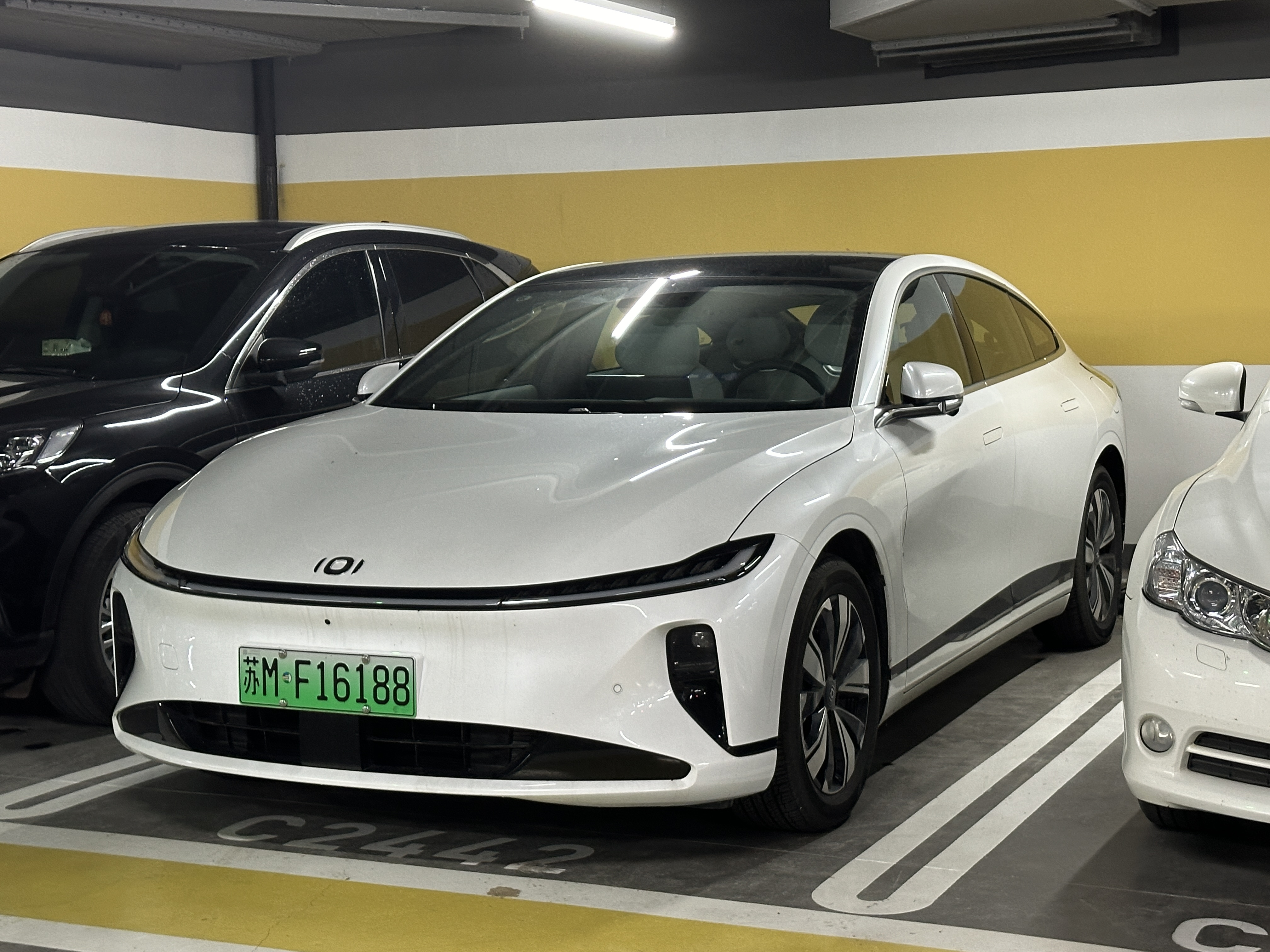
Nevo A07 PHEV

Nevo A07 zadebiutował w połowie 2023 roku jako pierwszy model nowo powstałej marki Nevo poszerzającej portfolio koncernu Changan na polu samochodów zelektryfikowanych. Wyższej klasy, 4,9-metrowy sedan powstał na platformie EPA1 wspóldzielony m.in. z Deepalem SL03, wyrózniając się futurystyczną stylistyką zdominowaną przez wąskie pasy świetlne z przodu i tyłu oraz łagodnie opadającą linię dachu w stylu nadwozi fastback.
Kabina pasażerska utrzymana została w cyfrowo-minimalistycznej estetyce z dużym udziałem kontrastowej barwy wyróżniając się dwuramienną kierownicą oraz dużym, centralnym ekranem dotykowym o przekątnej 15,4 cala pozwalającym na sterowanie nie tylko systemem multiemdialnym, ale i kliamtyzacją oraz wskazaniami prędkościomierza i komputera pokładowego. Przed kierowcą znalazł się wyświetlacz HUD.

### Sprzedaż
Po lipcowej premierze, Nevo A07 trafił do sprzedaży dwa miesiące później we wrześniu 2023 roku. Samochód powstał wyłącznie z myślą o wewnętrznym rynku chińskim, gdzie cena za podstawowy wariant napędowy wyniosła 158 tysięcy juanów, a za topowy - 180 tysięcy.

### Dane techniczne
Głównym wariantem napędowym Nevo A07 jest odmiana elektryczna, która przenosi moc na obie osie poprzez dwa silniki elektryczne o mocy kolejno 218 i 258 KM. Do wyboru trafiły dwa pakiety baterii: 58 kWh dająca 515 kilometrów zasięgu w trybie CLTC lub 80 kWh dająca ok. 710 kilometrów zasięgu w normie CLTC. Ponadto, do sprzedaży trafił jeszcze wariant hybrydowy z silnikiem spalinowym o pojemności 1,5 litra, który pozwala wydłużyć zasięg w trybie mieszanym.